# Matteo Gisalberto
Matteo Gisalberto anche Giberto, Gilberto e talvolta Giberti (Mombaruzzo, ... – 1425) è stato un vescovo cattolico italiano, vescovo di Vercelli dal 1406 al 1412 e di Acqui dal 1423 fino alla sua morte.

## Biografia
Matteo Gisalberto nacque a Mombaruzzo dalla famiglia dei signori di quel luogo. Dapprima sacerdote della pieve di San Giorgio a Moncalvo, nel 1406 venne nominato vescovo di Vercelli da papa Innocenzo VII; di questo periodo rimane una iscrizione che ricorda che il 15 luglio 1411 consacrò a Santa Maria delle Grazie la parrocchiale di San Giorgio .
Siccome Gisalberto durante lo scisma d'occidente fu fedele a papa Gregorio XII, nel 1412 l'antipapa Giovanni XXIII lo privò dell'episcopato vercellese. Ricomposto lo scisma il 24 settembre 1423, venne nominato da papa Martino V nuovo vescovo di Acqui ruolo che mantenne fino alla sua morte nel 1425.